# The Mouse That Roared (film)
The Mouse That Roard is een Britse filmkomedie uit 1959 onder regie van Jack Arnold. In Nederland werd de film destijds uitgebracht onder de titel De muis die brulde.
De film is gebaseerd op het gelijknamige boek The Mouse That Roared uit 1955 van de Iers-Amerikaanse schrijver Leonard Wibberley, bedoeld als satire op het tijdperk van de Koude Oorlog. Het boek is ook bekend als The Day New York Was Invaded en The Wrath of Grapes.
De film was een groot succes in de bioscopen en werd goed ontvangen door de critici. Er werden echter geen filmprijzen in de wacht gesleept.
Aangezien er geen muis in de film voorkomt, verwerkte ontwerper Maurice Binder een muis in het logo van Columbia Pictures aan het begin van de film. De muis komt nog een keer terug in de laatste scène. 

## Verhaal
Het hertogdom van Grand Fenwick is een bergstaatje in de Alpen, op de grens van Frankrijk en Zwitserland en beroemd vanwege zijn wijn, de Pinot Grand Fenwick. Grand Fenwick raakt in de problemen als men in de Verenigde Staten de Pinot gaat namaken. Het land dreigt failliet te gaan. De premier van Grand Fenwick, Rupert Mountjoy, komt met een oplossing. Hij heeft in het recente verleden gezien dat de VS altijd herstelbetalingen doen aan landen die het in een oorlog heeft verslagen. Hij stelt voor de VS aan te vallen, de oorlog te verliezen en vervolgens ruimhartig door de Amerikanen gecompenseerd te worden.
Niet lang daarna stuurt Grand Fenwick een officiële oorlogsverklaring aan de Amerikanen. Als ondersteuning wordt het volledige leger (23 man) van het staatje met een oude vrachtboot naar de VS gestuurd. Het leger is gewapend met een pijl-en-boog. Hun legeraanvoerder is de wat sullige veldmaarschalk Tully Bascombe.
Als Tully en zijn mannen New York naderen is daar net een grote oefening aan de gang met het oog op een atoomaanval. Iedereen zit daarom in de schuilkelders. Het verbaasde leger van Grand Fenwick denkt dat de Amerikanen voor hen zijn gevlucht. Tully en zijn leger passeren het laboratorium van professor Alfred Kokintz, de uitvinder van de Q-bom. De professor en zijn dochter Helen worden door Tully opgepakt en samen met de Q-bom meegevoerd. Als ze worden aangevallen door enige politieagenten en generaal Snippet van het Amerikaanse leger worden ook zij meegenomen. 
Grand Fenwick bereidt zich intussen voor op de komst van de Amerikanen en de herstelbetalingen. Tully keert echter in triomf terug met de Q-bom. Al snel wordt het staatje druk bezocht door diplomaten van allerlei landen die de bom willen. Grand Fenwick geeft de bom echter terug aan de Amerikanen als ze beloven het ding te ontmantelen en te stoppen met de nagemaakte Pinot. Tully sluit ten slotte Helen in zijn armen en trouwt haar.

## Rolverdeling
| Acteur           | Personage                                                           |
| ---------------- | ------------------------------------------------------------------- |
| Peter Sellers    | Groothertogin Gloriana XII / Graaf Rupert Mountjoy / Tully Bascombe |
| Jean Seberg      | Helen Kokintz                                                       |
| William Hartnell | Will Buckley                                                        |
| David Kossoff    | Dr. Alfred Kokintz                                                  |
| Leo McKern       | Benter                                                              |
| MacDonald Parke  | Generaal Snippet                                                    |
| Austin Willis    | Amerikaanse minister van Defensie                                   |
| Timothy Bateson  | Roger                                                               |
| Monte Landis     | Cobbley                                                             |
| Alan Gifford     | Hoofd van de luchtaanval                                            |
| Colin Gordon     | Omroeper                                                            |
| Harold Kasket    | Pedro                                                               |

## Achtergrond
The Mouse That Roared vormde een uitstekend vehikel voor de komische talenten van Peter Sellers. Sellers nam drie rollen voor zijn rekening: de groothertogin Gloriana XII, premier Graaf Rupert Mountjoy en Tully Bascombe. Dit vereiste wel de nodige aanpassingen in het script dat was gebaseerd op de gelijknamige roman. In het boek is de groothertogin Gloriana een jonge mondaine vrouw, maar dat was een beetje te veel gevraagd van Sellers. Hij maakte van de groothertogin een soort koningin Victoria , een lieve oma die bezorgd is over het welbevinden van haar veldmaarschalk en leger in het verre Amerika. De sluwe premier Mountjoy modelleerde Sellers naar de 19e-eeuwse Britse premier Benjamin Disraeli. 
Met een budget van circa 450.000 dollar begon men aan de opnames. De opnames van Grand Fenwick vonden grotendeels plaats in de studio of op locatie in Engeland. Om geld te besparen werden ook de opnames van het vertrek van het leger van Grand Fenwick in Marseille en de aankomst in New York, opgenomen in Engeland, in de haven van Southampton. Een extra bonus was de aanwezigheid van de passagiersboot de RMS Queen Elizabeth in de haven. De opnames in Manhattan werden wel op locatie gemaakt en wel op een vroege zondagmorgen, toen de straten uitgestorven waren.

## Vervolg
In 1963 kwam een vervolg uit onder de titel The Mouse on the Moon, onder regie van Richard Lester. Peter Sellers deed niet mee, maar Margaret Rutherford, Ron Moody en Terry-Thomas speelden wel in het vervolg.